# Kirilo Ìvanovič Karabicʹ
Kirilo Ìvanovič Karabicʹ (in ucraino Кирило Іванович Карабиць?, Kyrylo Ivanovych Karabyts; Kiev, 26 dicembre 1976) è un direttore d'orchestra ucraino.

## Biografia
Suo padre era il direttore d'orchestra e compositore Ivan Karabicʹ. In gioventù, Karabicʹ aveva studiato pianoforte, flicorno, musicologia e composizione, sviluppando un interesse nella direzione orchestrale all'età di 13 anni. Fra i suoi primi insegnanti c'era Tatiana Kozlov. A Kiev studiò presso la Scuola di Musica Lysenko e successivamente alla National Tchaikovsky Music Academy. Nel 1995 iniziò gli studi presso la Musikhochschule di Vienna e conseguì un diploma in direzione d'orchestra dopo cinque anni di studio. Ha inoltre frequentato la Internationale Bachakademie di Stoccarda, dove fu allievo di Helmuth Rilling e Peter Gulke. Karabic' ha svolto un lavoro accademico sull'archivio musicale dei Berliner Singakademie, come ad esempio la trascrizione della Passione secondo Giovanni del 1784 di Carl Philipp Emanuel Bach, che si pensava fosse andata persa.
Karabic' fece la sua prima apparizione pubblica di direzione all'età di 19 anni. È stato assistente direttore della Budapest Festival Orchestra dal 1998 al 2000. Ha lavorato anche come direttore associato del Orchestre Philharmonique de Radio France dal 2002 al 2005.
Dal 2005 al 2007 Karabic' ricoprì la posizione di direttore principale ospite della Orchestre Philharmonique de Strasbourg.
Nell'ottobre 2006, Karabic' fece la sua prima esperienza di direzione orchestrale con la Bournemouth Symphony Orchestra (BSO) e tornò a ottobre 2007 ed entrambi i concerti ricevettero consensi. Nel novembre 2007 la BSO annunciò la nomina di Karabic' come tredicesimo Direttore Principale, dopo un voto unanime dei musicisti dell'orchestra, con efficacia dalla stagione 2009-2010. Karabic' conservò il titolo di Direttore Principale designato per la stagione 2008-2009, con tre apparizioni in concerto. Fece la sua prima apparizione a The Proms con la BSO nell'agosto 2009 e divenne ufficialmente direttore principale della BSO nel mese di ottobre 2009. È il primo direttore d'orchestra ucraino ad essere nominato direttore principale di un'orchestra del Regno Unito. Il suo contratto iniziale è stato per 4 anni. Con la BSO Karabic' ha registrato la musica di Rodion Shchedrin per l'etichetta Naxos e la musica di Aram Khachaturian per l'etichetta Onyx Classics. In agosto 2011, Karabic' e la BSO hanno concordato una proroga di tre anni del suo contratto come direttore principale fino alla stagione 2015-2016. Nel mese di aprile 2015 la BSO ha annunciato che Karabic' aveva firmato un contratto di rinnovo automatico come direttore principale, estendendo il suo mandato fino alla data minima del 2018.
Karabic' diresse per la prima volta l'Orchestra I CULTURA Orchestra della Polonia nel 2013. Nel settembre 2014 l'orchestra annunciò la nomina di Karabic' come suo nuovo direttore artistico. Nel novembre del 2014 fece le sue prime apparizioni come direttore con la Staatskapelle di Weimar. Diresse per la prima volta una produzione al Deutsche Nationaltheater und Staatskapelle Weimar nel marzo 2015. Sulla base di queste apparizioni, nel mese di luglio 2015, il Deutsches Nationaltheater e Staatskapelle di Weimar ingaggiarono Karabic' come loro prossimo Generalmusikdirector (GMD) e direttore principale, efficace con la stagione 2016-2017, con un contratto iniziale di 3 anni.